# Stagione degli uragani atlantici del 2017

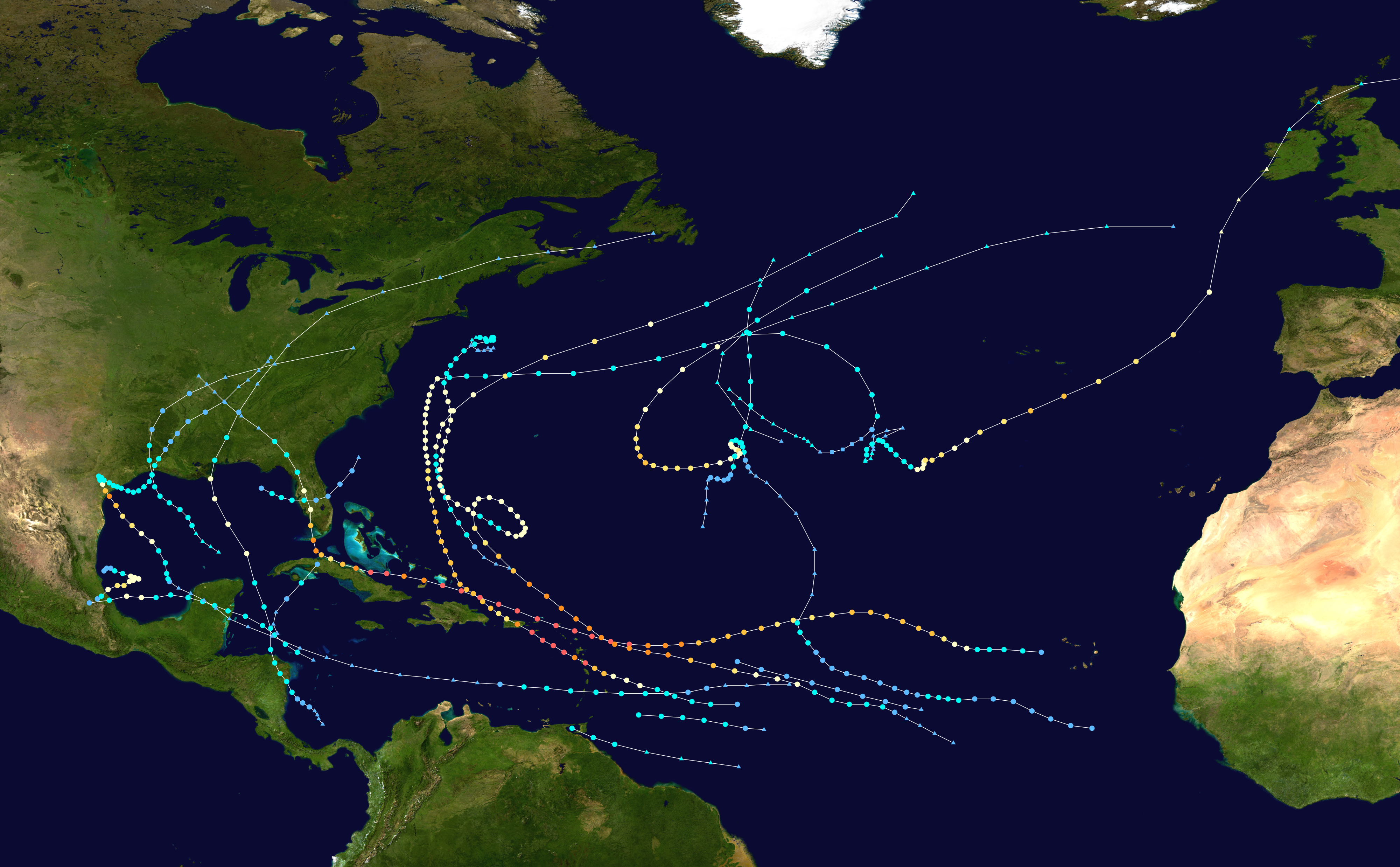
Mappa con percorso e intensità di tutte le tempeste.

La stagione degli uragani atlantici del 2017 è stata una stagione iperattiva e distruttiva, iniziata il 19 aprile 2017 e terminata il 9 novembre 2017. La stagione ha prodotto 17 tempeste tropicali, delle quali 10 sono poi diventate uragani, e con un'accumulated cyclone energy di 223 è stata la più attiva dal 2005 e la settima più attiva da quando sono iniziate le documentazioni ufficiali nel 1851.
La maggior parte dei danni e delle vittime sono stati causati da tre uragani: Harvey, di categoria 4, e Irma e Maria, di categoria 5. Harvey ha colpito a fine agosto il Texas e la Louisiana provocando 89 morti e danni per 125 miliardi di dollari, che l'hanno reso il più costoso uragano di sempre; Irma, il più intenso uragano mai osservato al di fuori del golfo del Messico e del mar dei Caraibi e capace di mantenere venti di 295 km/h per 37 ore consecutive, e Maria, il decimo uragano più intenso mai registrato in tutto il bacino Atlantico, hanno invece colpito nel corso di settembre i Caraibi provocando insieme la morte di più di 3 000 persone e danni per oltre 160 miliardi di dollari.

## Tempeste

### Tempesta tropicale Bret

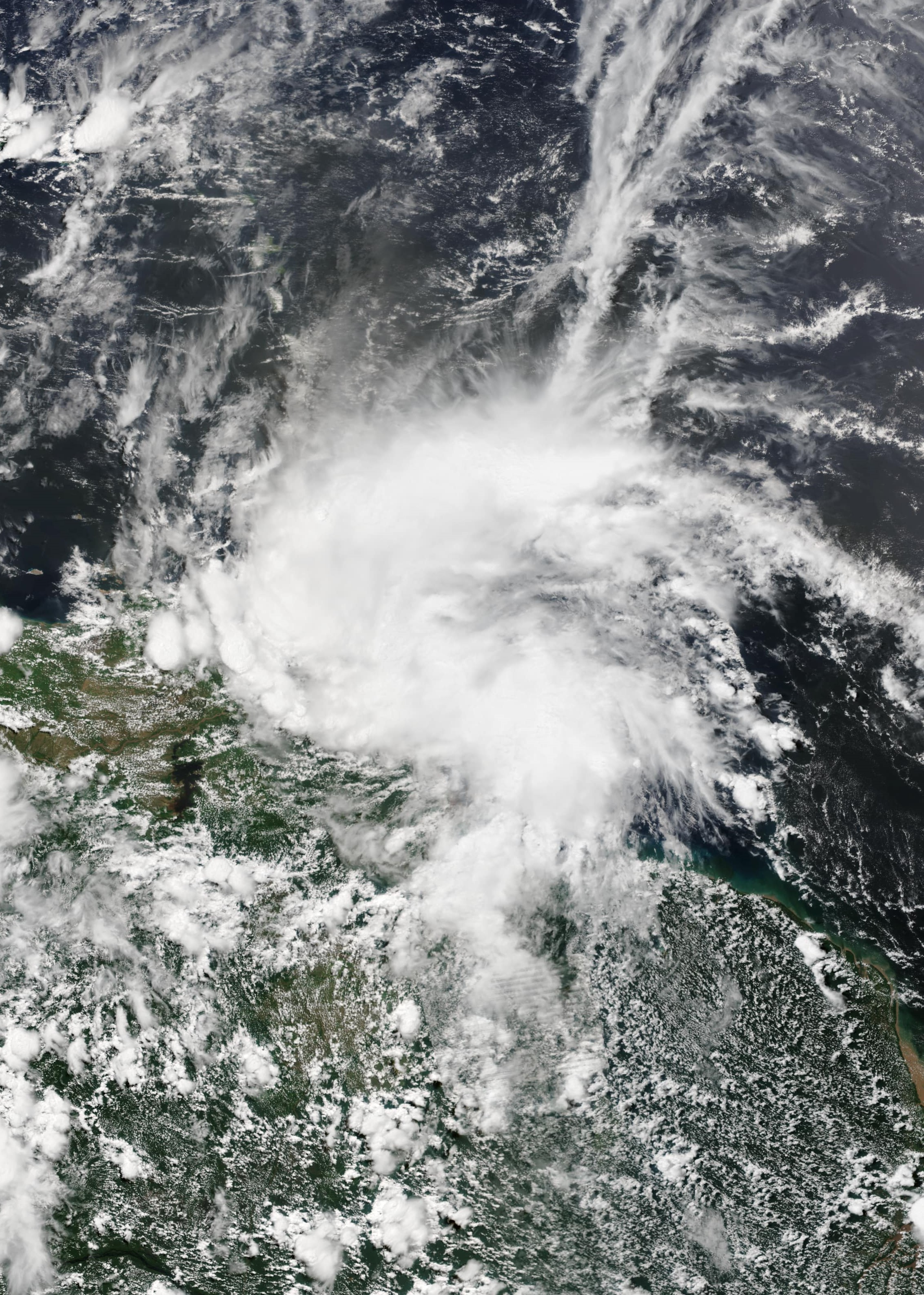
La tempesta tropicale Bret il 19 giugno 2017.

Il 13 giugno 2017 un'onda tropicale si è sviluppata al largo delle coste africane, accompagnata da una vasta area temporalesca. Il giorno seguente, mentre l'onda continuava a muoversi verso ovest, l'attività convettiva è tuttavia considerevolmente diminuita. Il 16 giugno la perturbazione ha iniziato a mostrare segni di maggiore organizzazione e alle 12:00 UTC del 18 giugno si è formata un'area di bassa pressione, che tuttavia mancava di una ben definita circolazione. L'area di bassa pressione ha poi continuato a rafforzarsi e alle 18:00 UTC del 19 giugno, mentre si trovava 185 miglia nautiche a est-sudest dell'isola di Trinidad, è diventata una tempesta tropicale, ricevendo il nome Bret. Bret ha quindi iniziato a muoversi verso Trinidad e Tobago con una velocità di 48 km/h, inusuale per una tempesta tropicale, specialmente a una latitudine così bassa.

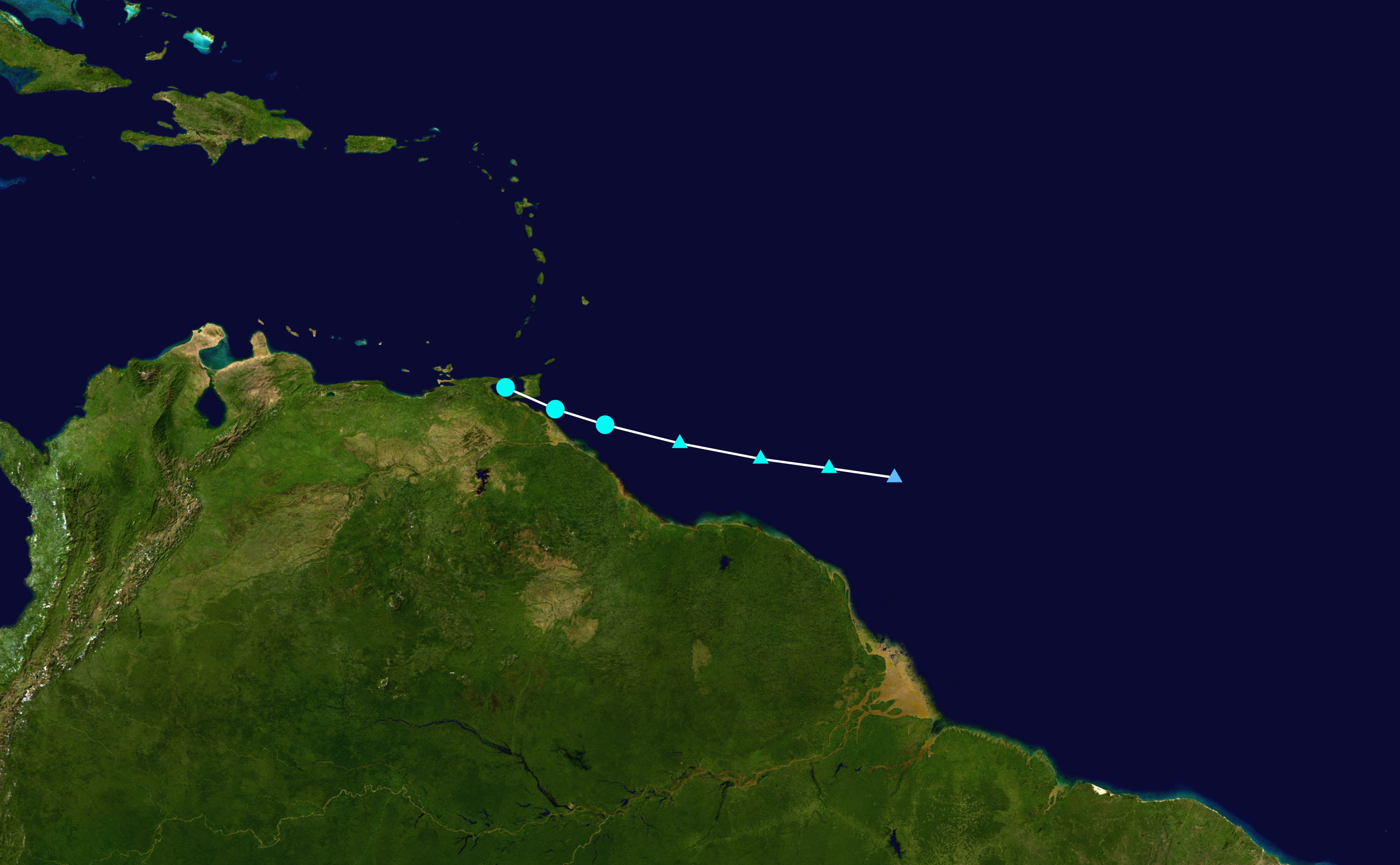
Percorso della tempesta Bret.

Alle 02:00 UTC del 20 giugno la tempesta Bret è approdata sull'isola di Trinidad, con venti massimi sostenuti di 85 km/h. Dopo aver attraversato l'isola, Bret è ritornata in mare, ha attraversato il golfo di Paria e ha poi effettuato un secondo approdo nella penisola venezuelana di Paria alle 09:00 UTC dello stesso giorno. Alle 12:00 UTC, il crescente wind shear e l'interazione con la terraferma hanno portato la tempesta tropicale a disgregarsi. I resti della tempesta, dopo aver attraversato il mar dei Caraibi e l'America centrale, hanno poi contribuito cinque giorni più tardi alla formazione dell'uragano Dora nel Pacifico orientale.
Sull'isola di Trinidad la tempesta ha causato la morte di un uomo e ha provocato allagamenti e black out diffusi, oltre che danni a un centinaio di abitazioni. In Venezuela due persone sono rimaste ferite sull'isola di Margarita, dove allagamenti e frane hanno danneggiato e distrutto numerosi edifici. In totale, i danni provocati da Bret sono stati stimati in 3 milioni di dollari.

### Uragano Franklin
L’uragano Franklin si è formato il 17 Agosto nel golfo del Messico,colpisce come Tempesta tropicale Veracruz,Messico,e dopo averla colpita ritorna in mare e si trasforma in categoria 1 e colpisce Città del Messico.

### Uragano Harvey

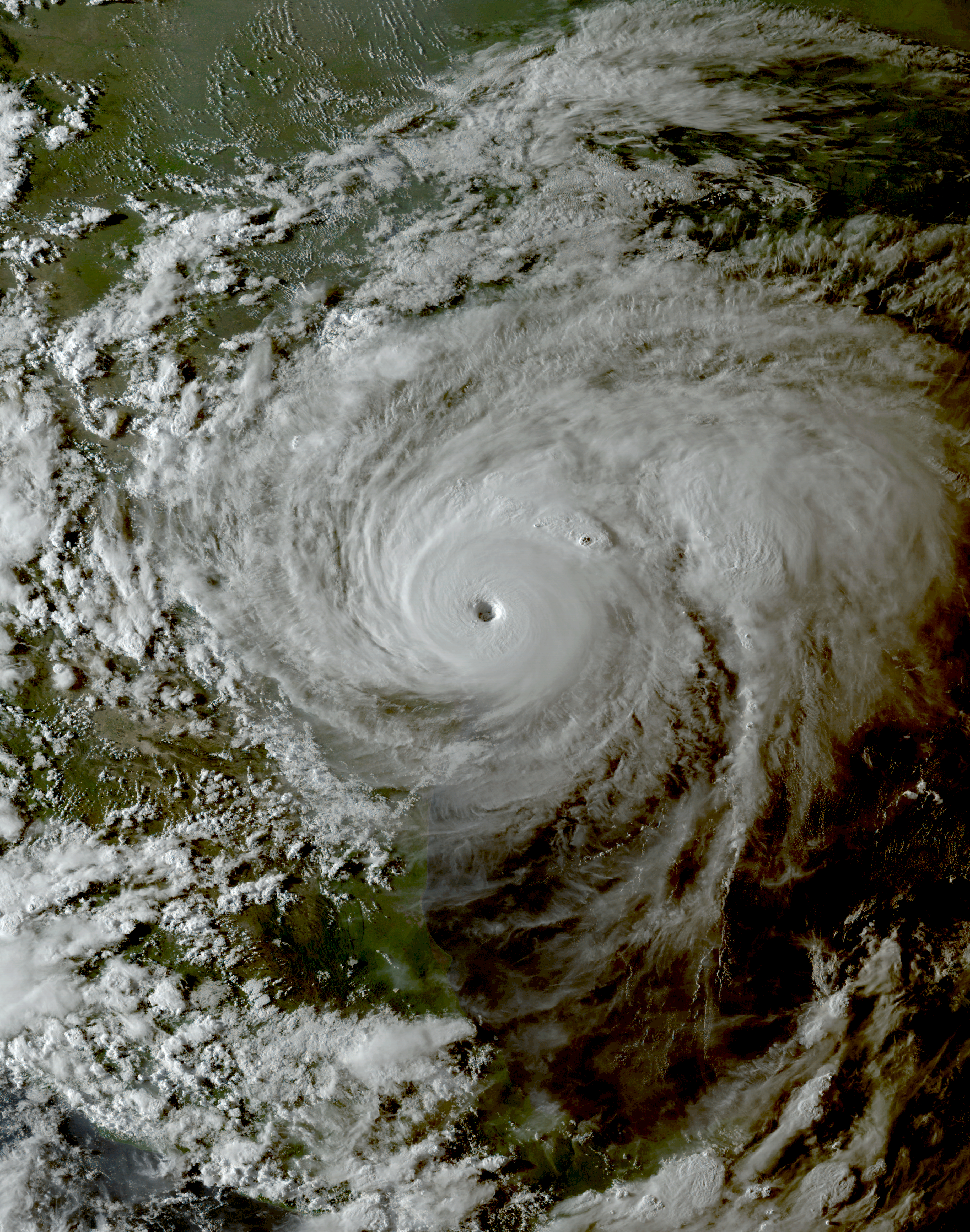
L'uragano Harvey il 25 agosto 2017.

Il 12 agosto 2017 un'onda tropicale si è sviluppata al largo delle coste africane e il 17 agosto, alle 06:00 UTC, circa 440 miglia nautiche a est delle Barbados, la perturbazione è stata classificata dal NHC come depressione tropicale nove; sei ore più tardi la depressione è ufficialmente diventata una tempesta tropicale, ricevendo il nome Harvey. Muovendosi verso ovest, attraverso il mare dei Caraibi, un potente wind shear ha portato Harvey ad indebolirsi prima a depressione e poi, alle 18:00 UTC del 19 agosto, a disgregarsi in un'onda tropicale. I resti della tempesta hanno continuato a muoversi verso ovest-nordovest e una volta sopra la baia di Campeche, dove le condizioni ambientali erano più favorevoli, Harvey si è rigenerata, intensificandosi nuovamente a depressione alle 12:00 UTC del 23 agosto e poi a tempesta tropicale alle 04:00 UTC del 24 agosto.

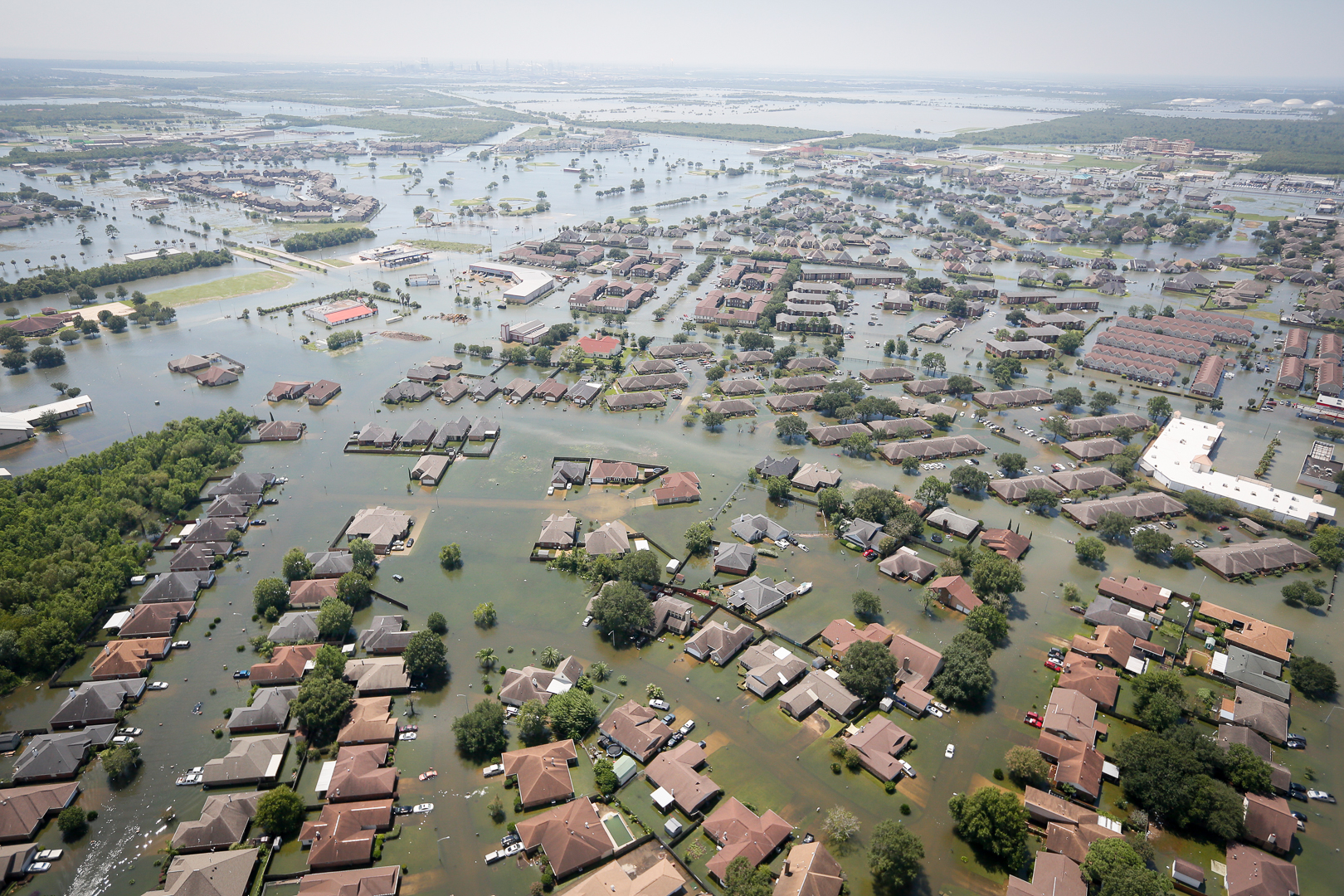
Inondazioni a Port Arthur, Texas.

La tempesta si è quindi velocemente rafforzata, diventando un uragano di categoria 1 alle 18:00 UTC del 24 agosto, poi di categoria 3 alle 12:00 UTC del 25 agosto e infine di categoria 4 alle 00:00 UTC del 26 agosto; tre ore più tardi, l'occhio della tempesta è approdato in Texas, tra le località di Port Aransas e Port O'Connor. Dopo aver toccato terra Harvey si è indebolito a tempesta tropicale alle 18:00 UTC dello stesso giorno. Il 28 agosto la tempesta è brevemente ritornata sul golfo del Messico per poi dirigersi verso la Louisiana, dove è approdata alle 08:00 UTC del 30 agosto e poco dopo è stata declassata a depressione. Muovendosi verso nord-ovest la depressione è diventata il 1º settembre un ciclone extratropicale, che si è dissipato il giorno dopo sopra il Kentucky.
Harvey è stato il primo uragano ad approdare in Texas come categoria 4 dall'uragano Carla del 1961 e anche il primo uragano maggiore a colpire gli Stati Uniti dall'uragano Wilma del 2005, ponendo fine al record di 4 323 giorni durante i quali nessuna tempesta tropicale era mai approdata sul suolo statunitense come uragano maggiore. Muovendosi molto lentamente sul Texas, la tempesta nell'arco di quattro giorni ha riversato in molte aree oltre un metro di pioggia, con un picco di 1,54 metri vicino Nederland, il valore più alto mai prodotto da una tempesta tropicale negli Stati Uniti. Harvey ha provocato in totale la morte di almeno 91 persone e danni per oltre 125 miliardi di dollari, gran parte dovuti alle catastrofiche inondazioni nell'area metropolitana di Houston.

### Uragano Jose

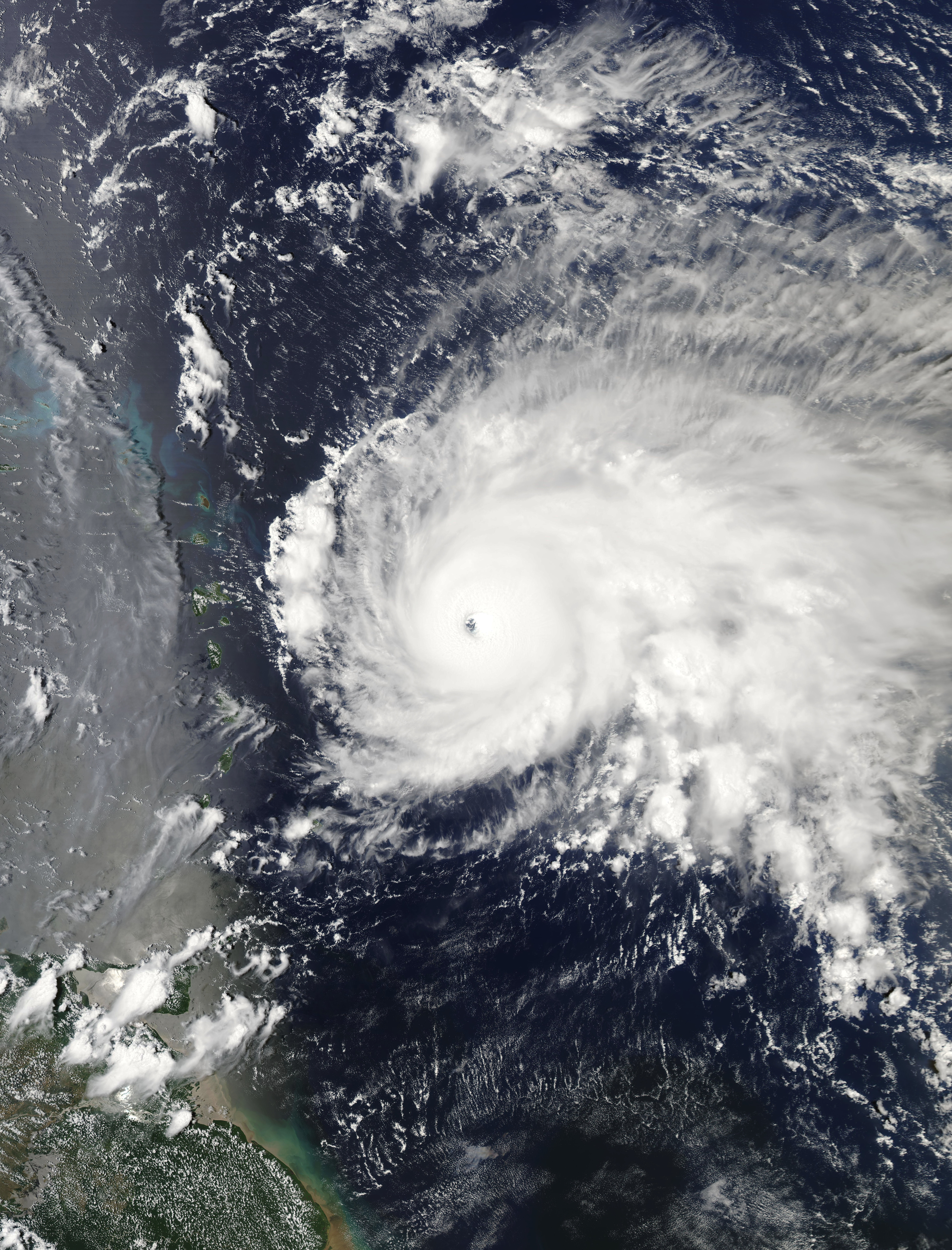
L'uragano Jose l'8 settembre 2017.

Il 31 agosto 2017 un'onda tropicale si è mossa al largo della costa ovest dell'Africa, accompagnata da una vasta area temporalesca. Alle 06:00 UTC del 4 settembre, mentre si trovava circa 615 miglia nautiche a ovest-sudovest delle isole di Capo Verde, l'onda ha dato origine ad un'area di bassa pressione, che nelle 24 ore successive è diventata sufficientemente organizzata da essere classificata come depressione tropicale. Alle 12:00 UTC del 5 settembre la depressione si è rafforzata a tempesta tropicale, ricevendo il nome Jose. La tempesta ha quindi iniziato a muoversi in direzione ovest-nordovest, mentre si rafforzava grazie alla presenza di temperature superficiali del mare sopra la media, di un debole wind shear e di abbondante umidità.

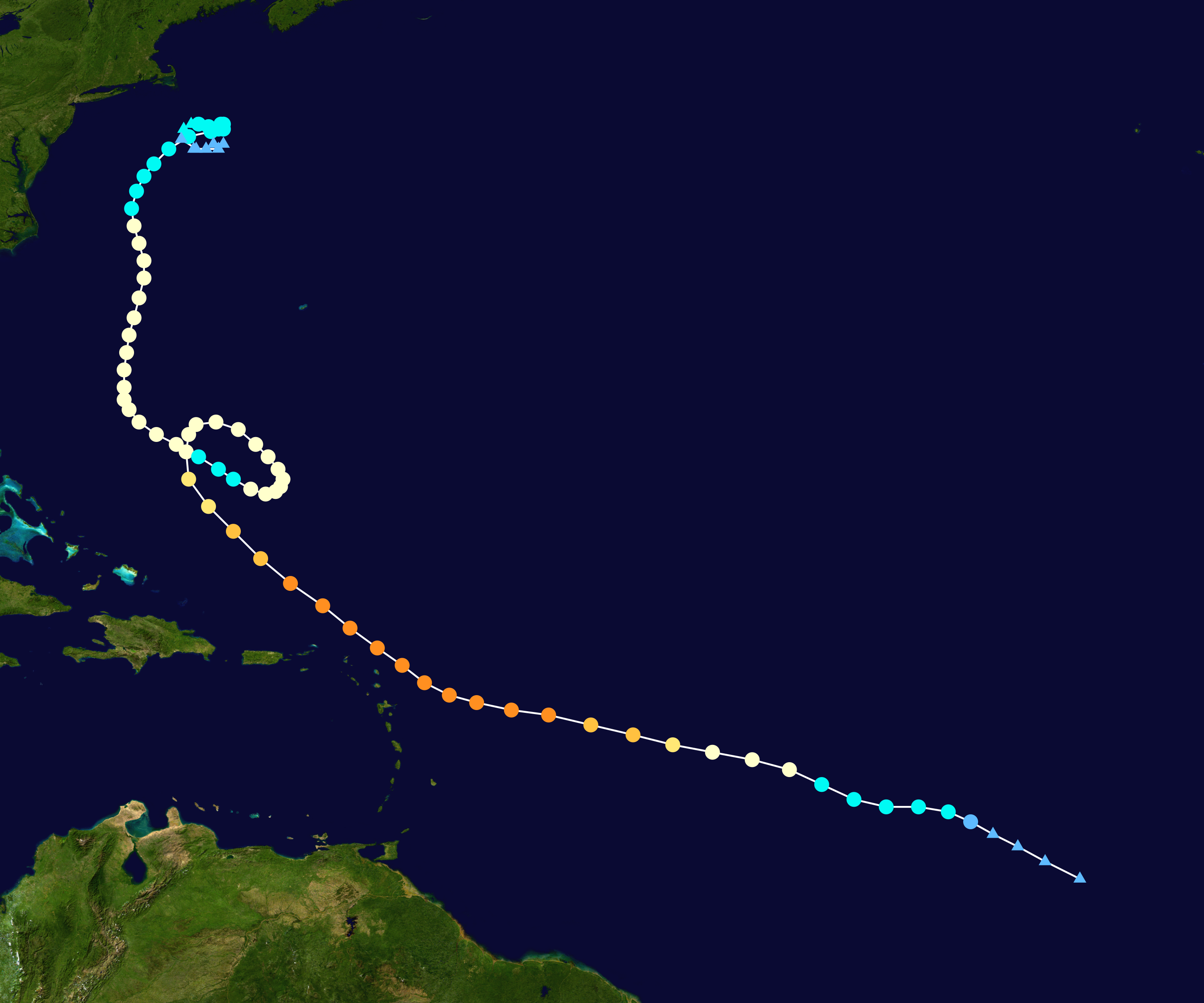
Percorso dell'uragano Jose.

All'inizio del 6 settembre ha infatti avuto inizio un periodo di rapida intensificazione e alle 18:00 UTC dello stesso giorno Jose è diventato un uragano di categoria 1. Nel corso dei due giorni successivi l'urgano ha continuato a rafforzarsi velocemente e alle 06:00 UTC dell'8 settembre è diventato un uragano di categoria 4, raggiungendo poi il picco di intensità alle 18:00 UTC, con venti massimi sostenuti di 250 km/h e una pressione centrale minima di 938 mbar, mentre si trovava 230 miglia nautiche a est delle Isole Sopravento Settentrionali. Alla fine del 9 settembre, un indebolimento della fascia di alta pressione subtropicale, prodotto dall'uragano Irma mentre si trovava sulla Florida, ha fatto deviare traiettoria all'uragano, impedendogli di colpire direttamente le isole Sopravento Settentrionali, devastate meno di quattro giorni prima proprio dal passaggio di Irma. Muovendosi verso nord-ovest Jose ha iniziato ad indebolirsi a causa del crescente wind shear e di un parziale ciclo di sostituzione dell'eyewall, venendo declassato alle 18:00 UTC del 10 settembre ad uragano di categoria 3, e poi alle 18:00 UTC del giorno successivo ad uragano di categoria 1. Jose ha quindi rallentato considerevolmente e ha compiuto un giro in senso orario sopra l'Atlantico sud-occidentale, durante il quale, alle 00:00 UTC del 15 settembre, è stato declassato a tempesta tropicale. Completato il giro, Jose si è nuovamente rafforzato ad uragano di categoria 1, mantenendo questa intensità mentre si dirigeva verso nord. Alle 12:00 UTC del 19 settembre Jose, dopo essersi spostato a nord della corrente del Golfo su acque molto più fredde, si è indebolito a tempesta tropicale, iniziando a mostrare anche alcune caratteristiche extratropicali. Alle 18:00 UTC del 22 settembre, la convezione è completamente sparita e Jose è diventato un ciclone post-tropicale, i cui resti si sono poi dissipati definitivamente il 25 settembre.

### Uragano Katia

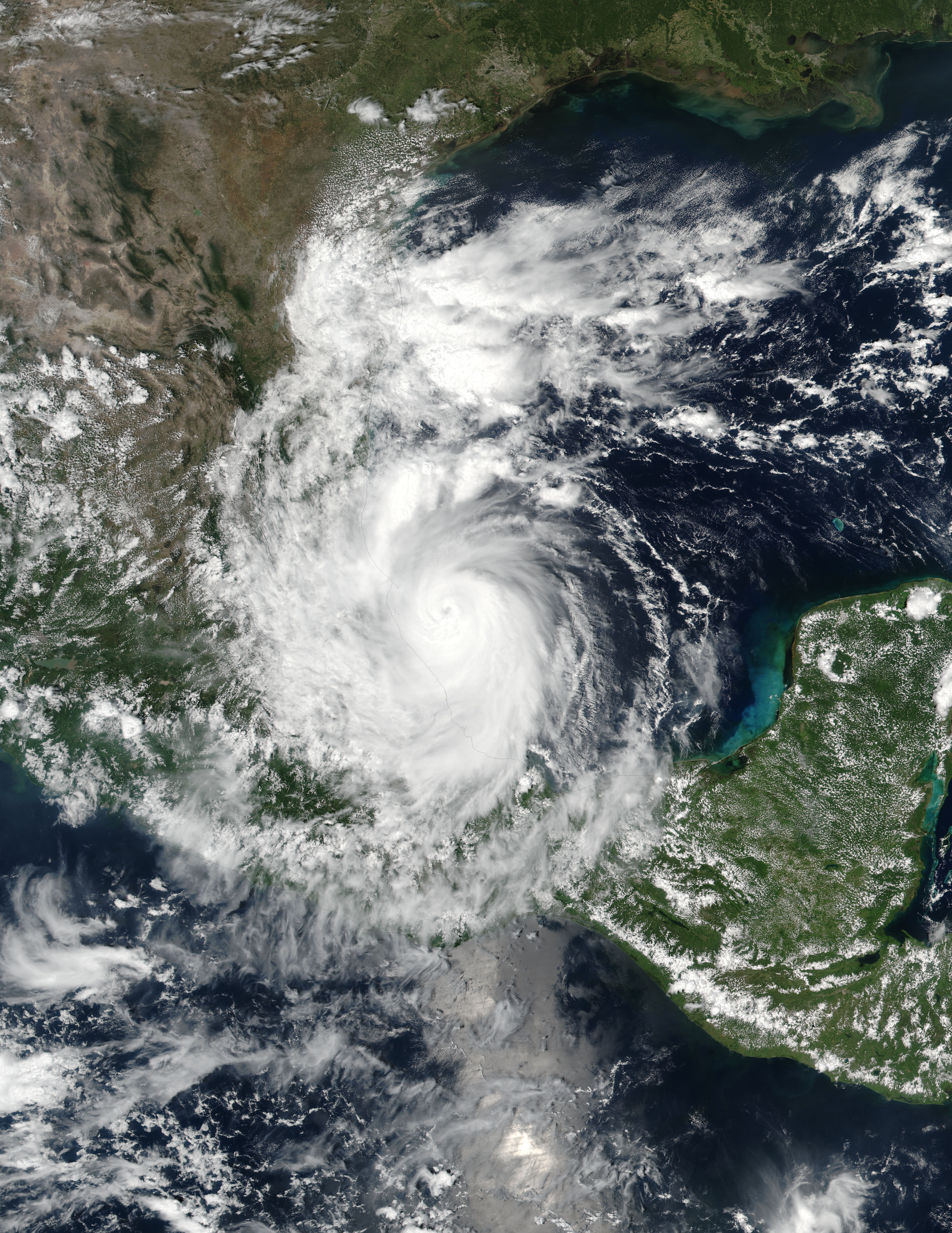
L'uragano Katia l'8 settembre 2017.

Il 24 agosto 2017 un'onda tropicale si è sviluppata al largo della costa ovest dell'Africa; l'attività temporalesca è tuttavia presto diminuita e l'onda ha poi attraversato in più di una settimana l'Atlantico e il mare dei Caraibi senza alcun particolare sviluppo. Il 3 settembre la perturbazione ha interagito con una zona di bassa pressione sul golfo del Messico, e il National Hurricane Center ha iniziato a monitorarla, nonostante le condizioni ambientali per una ciclogenesi tropicale fossero sfavorevoli. Nei giorni successivi le condizioni sono diventate più favorevoli e il 5 settembre si è formata una circolazione superficiale ben definita. Lo stesso giorno, alle 12:00 UTC, la perturbazione è stata classificata dal NHC come depressione tropicale tredici.

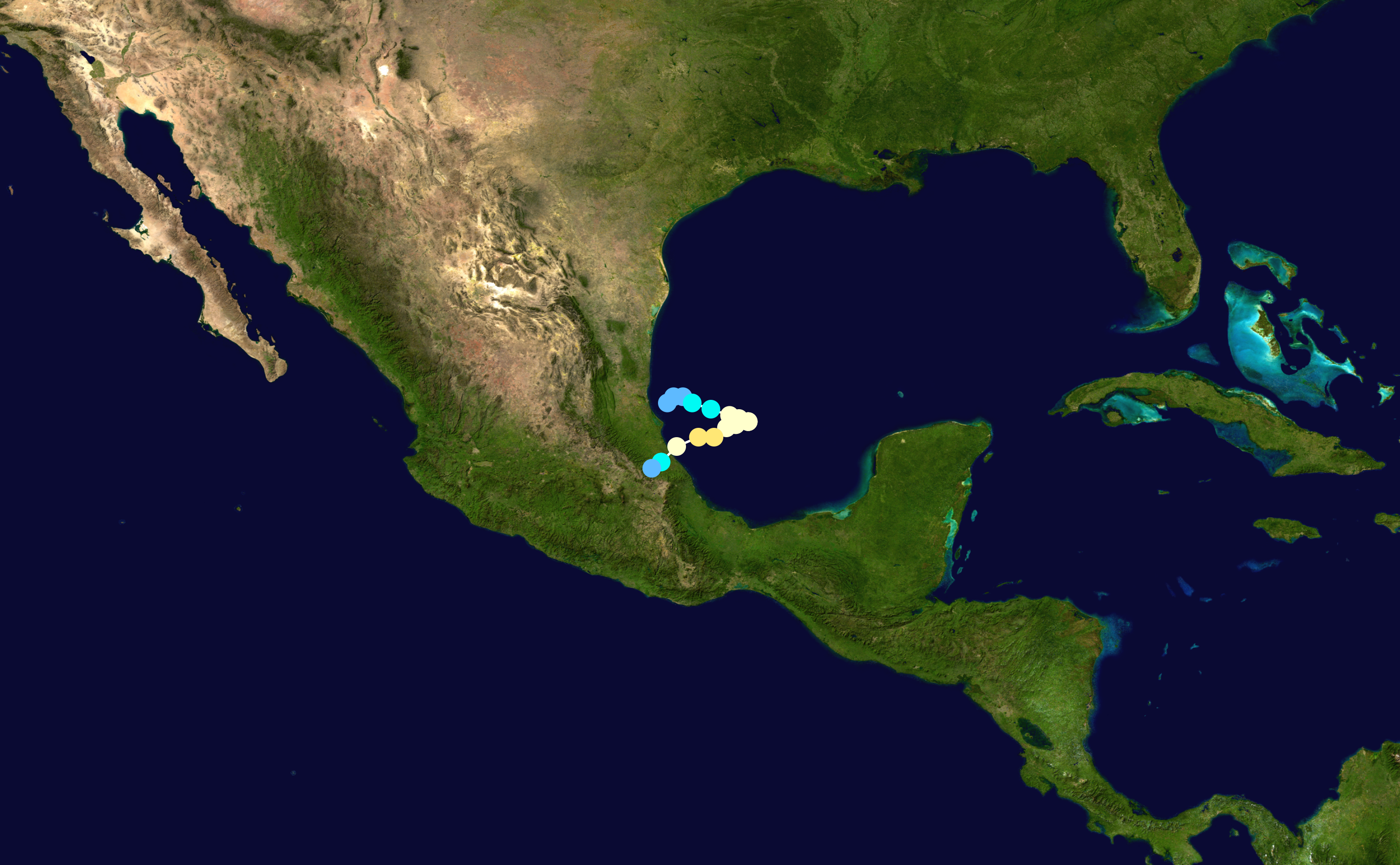
Percorso dell'uragano Katia.

Con il diminuire del wind shear e trovandosi su acque più calde, il 6 settembre alle 06:00 UTC la depressione è ufficialmente diventata una tempesta tropicale, ricevendo il nome Katia. Lo stesso giorno, alle 18:00 UTC, Katia è diventata un uragano di categoria 1, dopo che un volo di ricognizione nella tempesta ha rilevato la presenza di un eyewall parziale e venti superficiali di 122 km/h. Alle 18:00 UTC dell'8 settembre Katia ha raggiunto il picco d'intensità diventando un uragano di categoria 2 con una pressione atmosferica centrale minima di 972 mbar e venti massimi sostenuti di 165 km/h, e alle 03:00 UTC del giorno successivo, dopo essersi indebolito a categoria 1, l'uragano è approdato a nord di Tecolutla, Messico. Dopo il contatto con la terraferma Katia si è velocemente indebolita dissipandosi poco dopo le 12:00 UTC del 9 settembre. I resti della tempesta hanno poi attraversato l'America centrale e hanno contribuito alla formazione l'11 settembre nel Pacifico orientale della depressione tropicale quindici-E, successivamente diventata uragano con il nome Otis.
In previsione dell'arrivo di Katia, oltre 4.000 residenti sono stati evacuati dagli stati di Veracruz e Puebla, sono stati aperti diversi ripari di emergenza e le caditoie sono state ripulite prima dell'inizio delle forti piogge. Due vittime sono state registrate a Xalapa a causa di eventi franosi, mentre una terza vittima è stata provocata dalle inondazioni che hanno colpito Jalcomulco. Lo stato di emergenza è stato dichiarato in 40 delle 53 municipalità che hanno riportato danni per frane o inondazioni.

### Uragano Ophelia

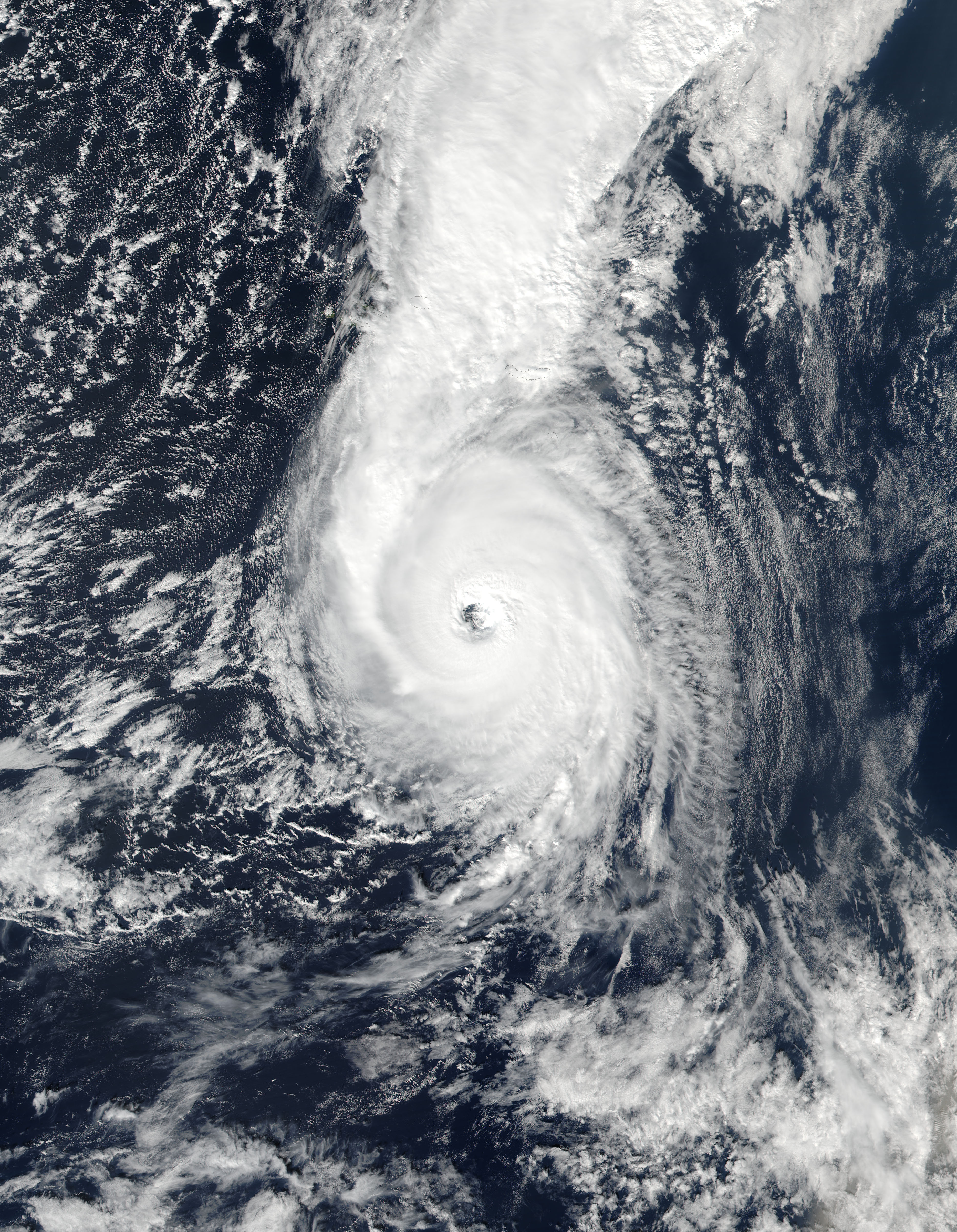
L'uragano Ophelia il 14 ottobre 2017.

Il 6 ottobre 2017, il National Hurricane Center ha iniziato a monitorare la coda di un fronte freddo in decomposizione in vista di una possibile ciclogenesi tropicale o subtropicale. Nei due giorni successivi, la perturbazione ha iniziato ad acquisire caratteristiche subtropicali e a produrre venti di burrasca, per poi diventare alle 06:00 UTC del 9 ottobre, mentre si trovava 760 miglia nautiche a ovest-sudovest delle Azzorre, una tempesta tropicale, ricevendo quindi il nome Ophelia.

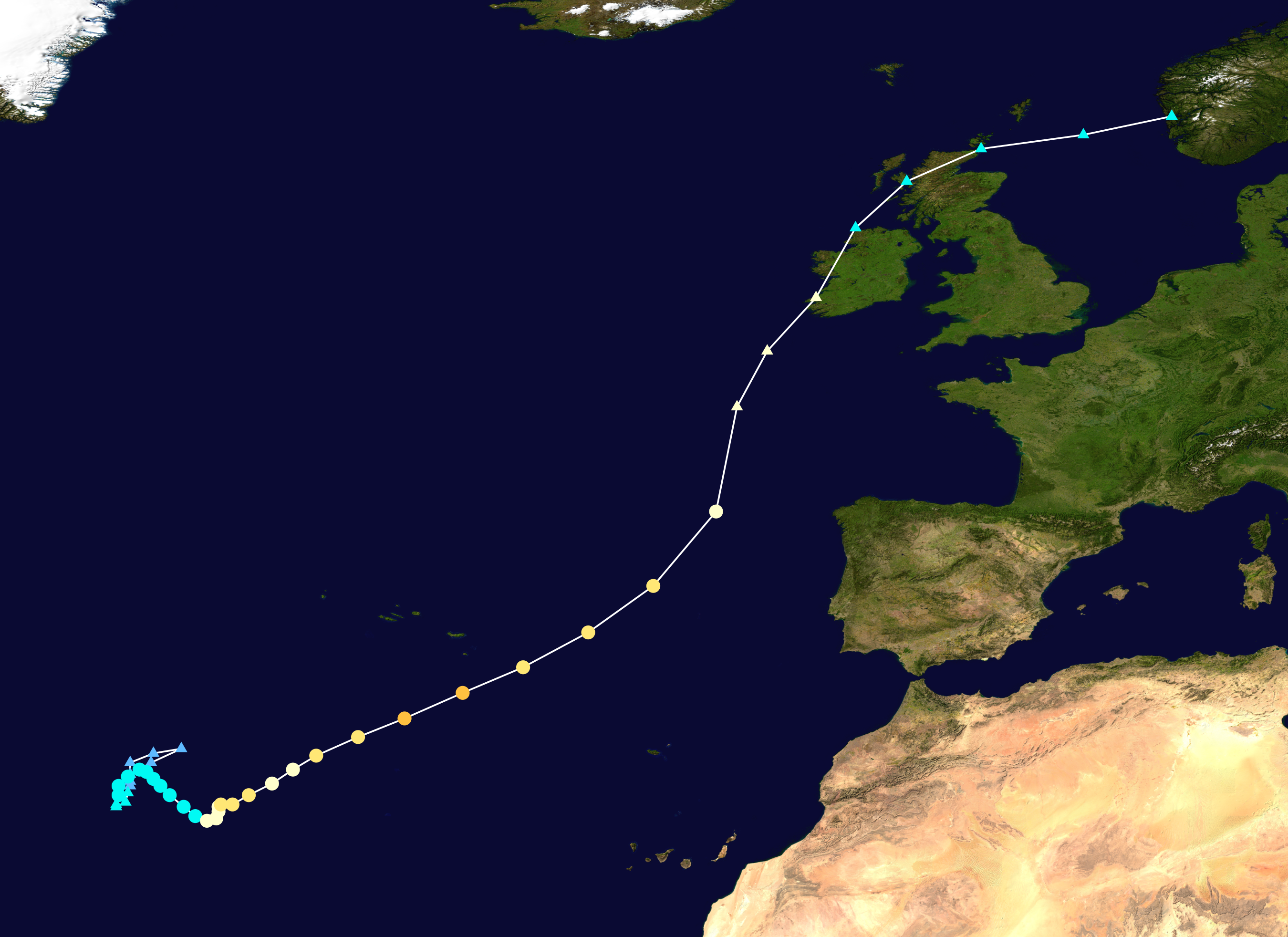
Percorso dell'uragano Ophelia.

Nonostante la temperatura del mare di 26,5 °C, la presenza di temperature sotto la media nell'aria e di un debole wind shear verticale ha permesso a Ophelia di rafforzarsi gradualmente e alle 18:00 UTC dell'11 ottobre la tempesta si è intensificata ad uragano di categoria 1, diventando il decimo uragano consecutivo della stagione, evento che non avveniva dal 1893. Successivamente, Ophelia è rimasta quasi stazionaria e si è ulteriormente intensificata, iniziando a mostrare un occhio maggiormente definito e diventando un uragano di categoria 2 alle 18:00 UTC del 12 ottobre.
Dopo un breve indebolimento nel corso del 13 ottobre, alle 12:00 UTC del 14 ottobre Ophelia ha raggiunto il picco di intensità, rafforzandosi ad uragano di categoria 3 con venti fino a 185 km/h e una pressione centrale minima di 959 mbar, mentre si trovava 500 miglia nautiche a sud-ovest delle Azzorre. Continuando a muoversi verso nord-est, dove le condizioni atmosferiche erano meno favorevoli, Ophelia ha iniziato ad indebolirsi e alle 00:00 UTC del 16 ottobre è diventata un potente ciclone extratropicale con venti di 139 km/h. Poco dopo, alle 11:00 UTC, Ophelia è approdata in Irlanda, nei pressi di Valentia Island, diventando la più forte tempesta a colpire il paese negli ultimi 50 anni. Nel corso del 17 ottobre Ophelia ha attraversato il nord della Scozia e il mare del Nord, per poi dissiparsi alle 00:00 UTC del 18 ottobre sopra la Norvegia.
In previsione dell'arrivo di Ophelia, sia il servizio meteorologico nazionale irlandese, il Met Éireann, che quello inglese, il Met Office, hanno emesso diverse allerte meteorologiche. In seguito al passaggio della tempesta, più di 360 000 utenze in Irlanda e circa 50 000 nell'Irlanda del Nord hanno subito un'interruzione nell'erogazione della corrente elettrica, mentre molte strade, incluse alcune autostrade, sono state chiuse in seguito alla caduta di alberi. In Irlanda, la tempesta ha provocato 3 morti e danni per circa 7 milioni di dollari, mentre nel Regno Unito i danni sono stati stimati tra i 6,6 e i 13 milioni di dollari.

### Tempesta tropicale Philippe

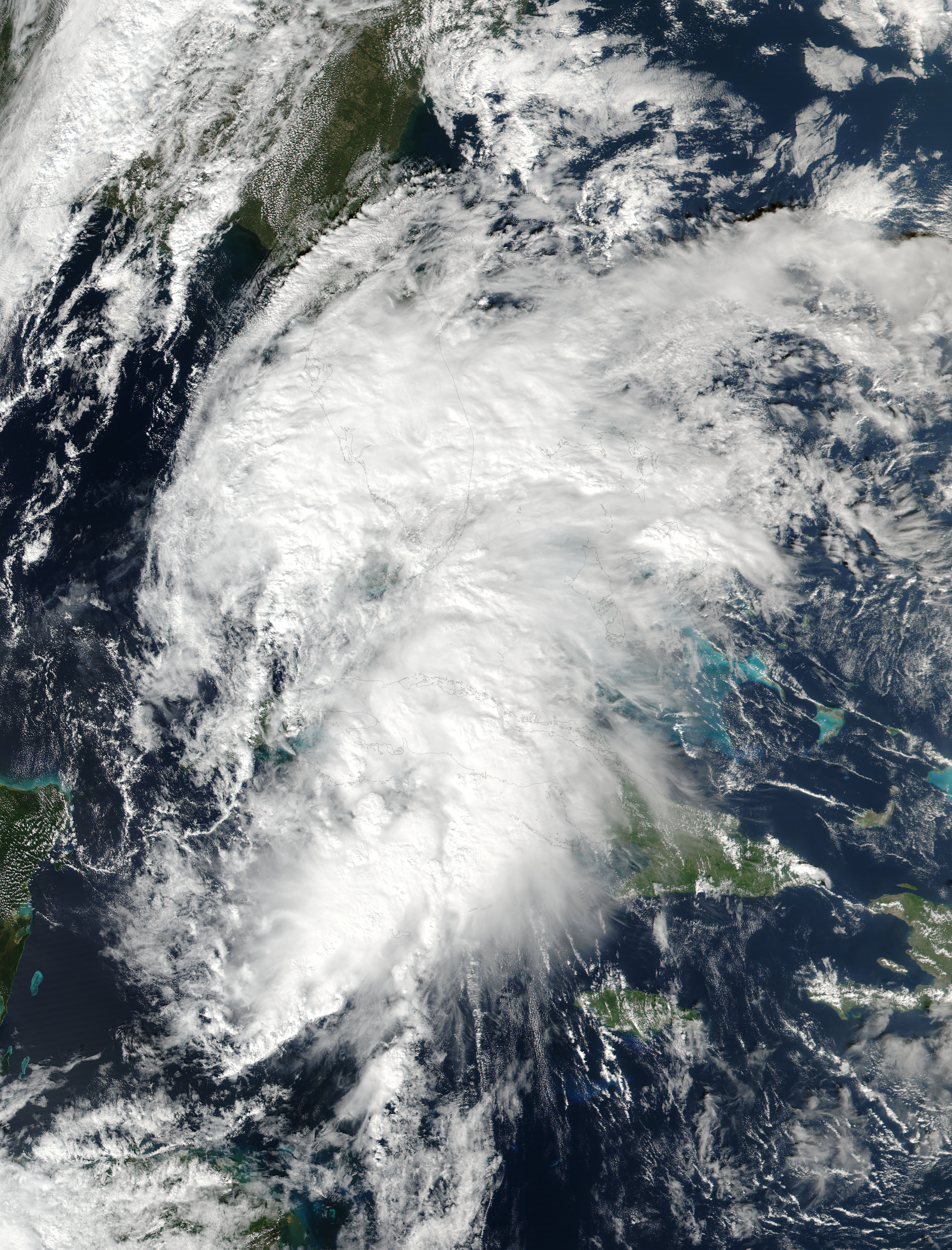
La tempesta tropicale Philippe il 28 ottobre 2017.

Il 16 ottobre 2017 un'onda tropicale si è sviluppata sulle coste africane per poi dirigersi verso ovest e attraversare l'oceano Atlantico nei giorni successivi. Il 24 ottobre l'onda si è mossa sopra il mar dei Caraibi centrale e sud-occidentale, dove in precedenza si era formato un vortice subtropicale, e il giorno dopo la combinazione di questi due fenomeni ha dato origine, vicino alle coste del Nicaragua, ad un'area di bassa pressione. Il 27 ottobre la convezione è aumentata notevolmente e il 28 ottobre alle 12:00 UTC, dopo che un volo di ricognizione ha riscontrato la presenza di un centro ben definito, la perturbazione è stata classificata dal National Hurricane Center come depressione tropicale diciotto.

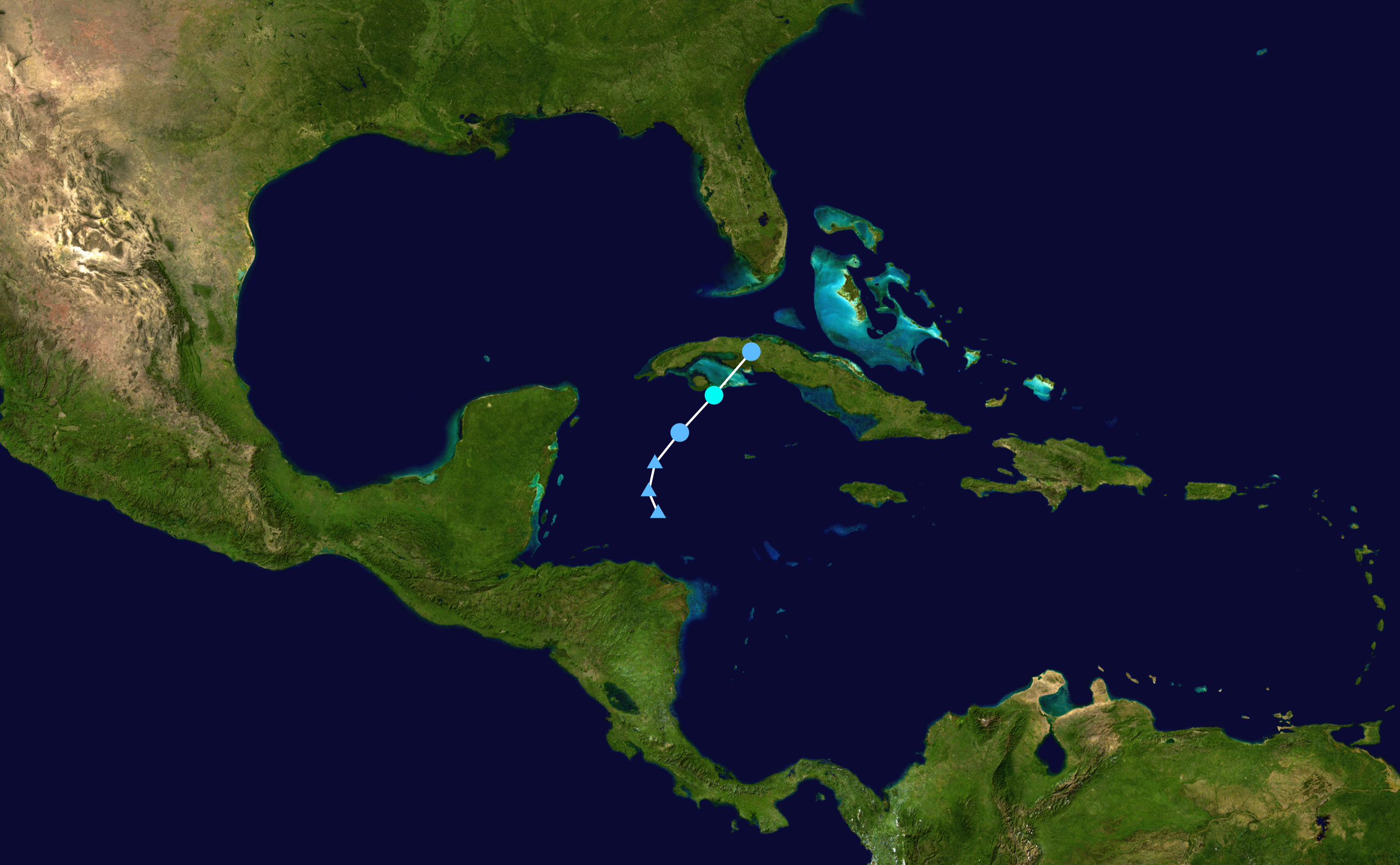
Percorso della tempesta Philippe.

La depressione ha quindi iniziato a dirigersi verso nord-est e alle 18:00 UTC, mentre si trovava appena a sud-est dell'isola della Gioventù, è ufficialmente diventata una tempesta tropicale, ricevendo il nome Philippe. Nel frattempo, la tempesta ha raggiunto il picco di intensità, con una pressione atmosferica centrale minima di 1 000 mbar e venti massimi sostenuti di 65 km/h. Quattro ore più tardi Philippe è approdata sull'isola di Cuba, nei pressi della penisola di Zapata; l'interazione con la terraferma e un forte wind shear hanno poi portato la tempesta a dissiparsi alle 00:00 UTC del 29 ottobre. Alle 06:00 UTC i resti della tempesta hanno interagito con un'area di bassa pressione vicino alla costa sud-orientale della Florida producendo per un breve periodo venti di burrasca; sei ore più tardi, l'area di bassa pressione è stata assorbita da un fronte freddo posizionato sull'Atlantico.

### Tempesta tropicale Rina

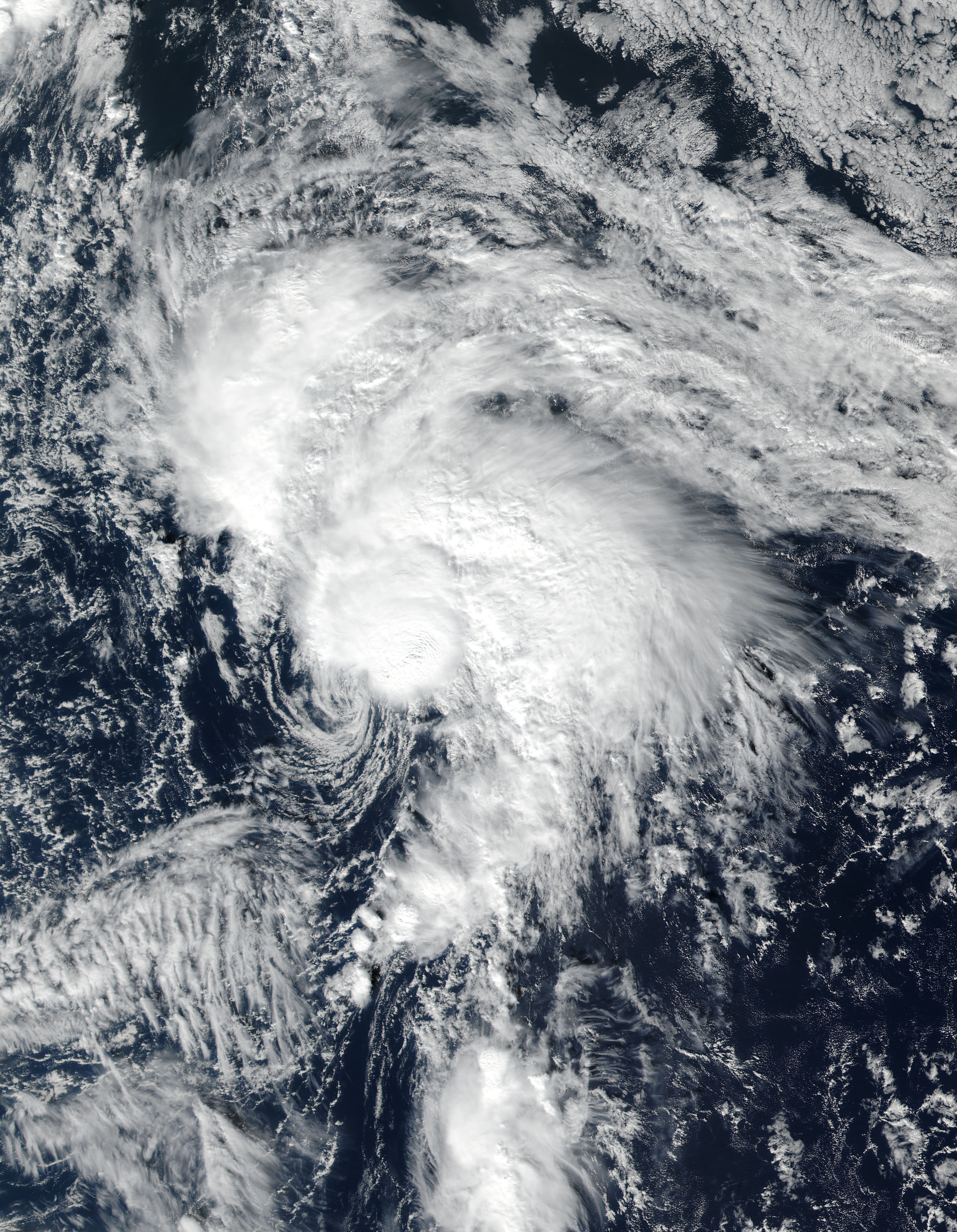
La tempesta tropicale Rina il 7 novembre 2017.

Il 26 ottobre 2017 un'onda tropicale si è sviluppata al largo della costa ovest dell'Africa, per poi spostarsi durante i giorni successivi verso ovest, all'interno della zona di convergenza intertropicale. Successivamente, una zona di bassa pressione presente sull'Atlantico centrale ha portato l'onda a fratturarsi; mentre la parte nord si è mossa verso nord-ovest, la parte sud ha dato invece origine ad una nuova area di bassa pressione, che il National Hurricane Center ha iniziato a monitorare per una possibile ciclogenesi tropicale. Il 5 novembre alle 18:00 UTC la perturbazione, posizionata circa 700 miglia nautiche a est-sudest di Bermuda, è stata classificata dal NHC come depressione tropicale diciannove.

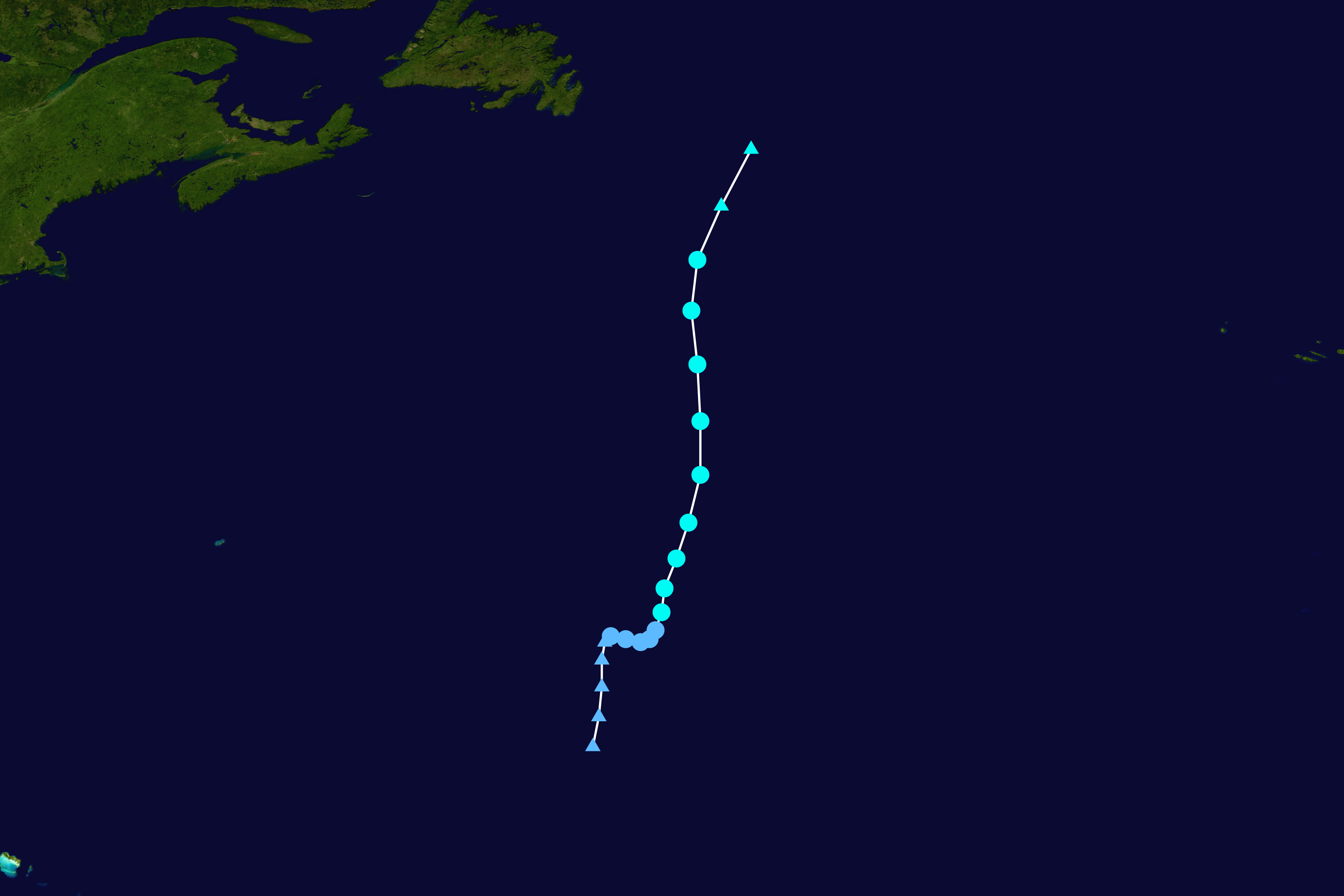
Percorso della tempesta Rina.

Nonostante la temperatura del mare di 26 °C, le temperature più fredde dell'aria hanno permesso alla depressione di rafforzarsi e il 7 novembre alle 00:00 UTC è ufficialmente diventata una tempesta tropicale, ricevendo il nome Rina. La tempesta ha poi continuato ad intensificarsi mentre si dirigeva verso nord, raggiungendo alle 06:00 UTC dell'8 novembre il picco di intensità con una pressione atmosferica centrale di 996 mbar e venti sostenuti di 92 km/h. Poco dopo, la tempesta ha iniziato ad indebolirsi e il 9 novembre alle 06:00 UTC Rina è diventata un ciclone post-tropicale, mentre si trovava circa 300 miglia nautiche a sud-est di Capo Race, Terranova. Dodici ore più tardi il ciclone post-tropicale è stato assorbito da un'area di bassa pressione extratropicale.